# Кингс-бей (военно-морская база)
Кингс-Бей (англ. Naval Submarine Base Kings Bay) — база подводных лодок, приписанных к Атлантическому Флоту ВМС США. База занимается обслуживанием подводных лодок типа «Огайо». Территория базы составляет примерно 6500 га. База расположена неподалеку от города Сент-Мэрис (St. Marys), графства Кэмден, штат Джорджия.

## История

### Древние времена
Археологические раскопки подтвердили наличие на территории базы Кингс-Бей индейских поселений доколумбовой эпохи, которым насчитывается несколько тысяч лет.
В начале XIX века большую часть территорий базы занимали крупные плантации, такие как Черри-Пойнт, Хармони Холл, Нью-Ханаан, Марианна и собственно Кингс-Бей. На плантациях выращивали преимущественно хлопок и сахарный тростник.

### База Армии США
В 1954 году армия США начала приобретать земли на побережье залива Кингс-Бей под строительство морского терминала для перегрузки боеприпасов, амуниции и питания с кораблей и судов в случае военной угрозы. Строительство самого терминала началось в 1955 году и закончилось в 1958 году. Для своего времени это было уникальное инженерное сооружение. Причальный терминал имеет размеры 610×30 метров. По нему проходят три параллельных железнодорожных пути. Склады арт. вооружения и боепитания имели возможность погрузки боеприпасов из вагонов и грузовиков непосредственно в складские помещения. Для этого было проложено более 70 км железнодорожных путей, а сами склады надежно укрыты под землей и защищены земляными валами.
Вскоре стало ясно, что оперативной необходимости для Армии США в базе Кингс-Бей нет. И она была законсервирована, а в конце 1959 года была сдана в аренду частному пароходству «Блю Стар».
Несмотря на то, что база так и не была использована по своему основному назначению, она выполнила ряд других миссий. В 1964 на побережье обрушился сильнейший ураган Дора и жители окрестных поселений успешно укрывались в сооружениях базы от разгула природной стихии. Кроме того, во время Карибского кризиса на её территории базировался 110-й Транспортный батальон Армии США в количестве более 1100 человек, а в заливе Кингс-Бей базировались более 70 малых и средних кораблей ВМС США.

### База ВМС США

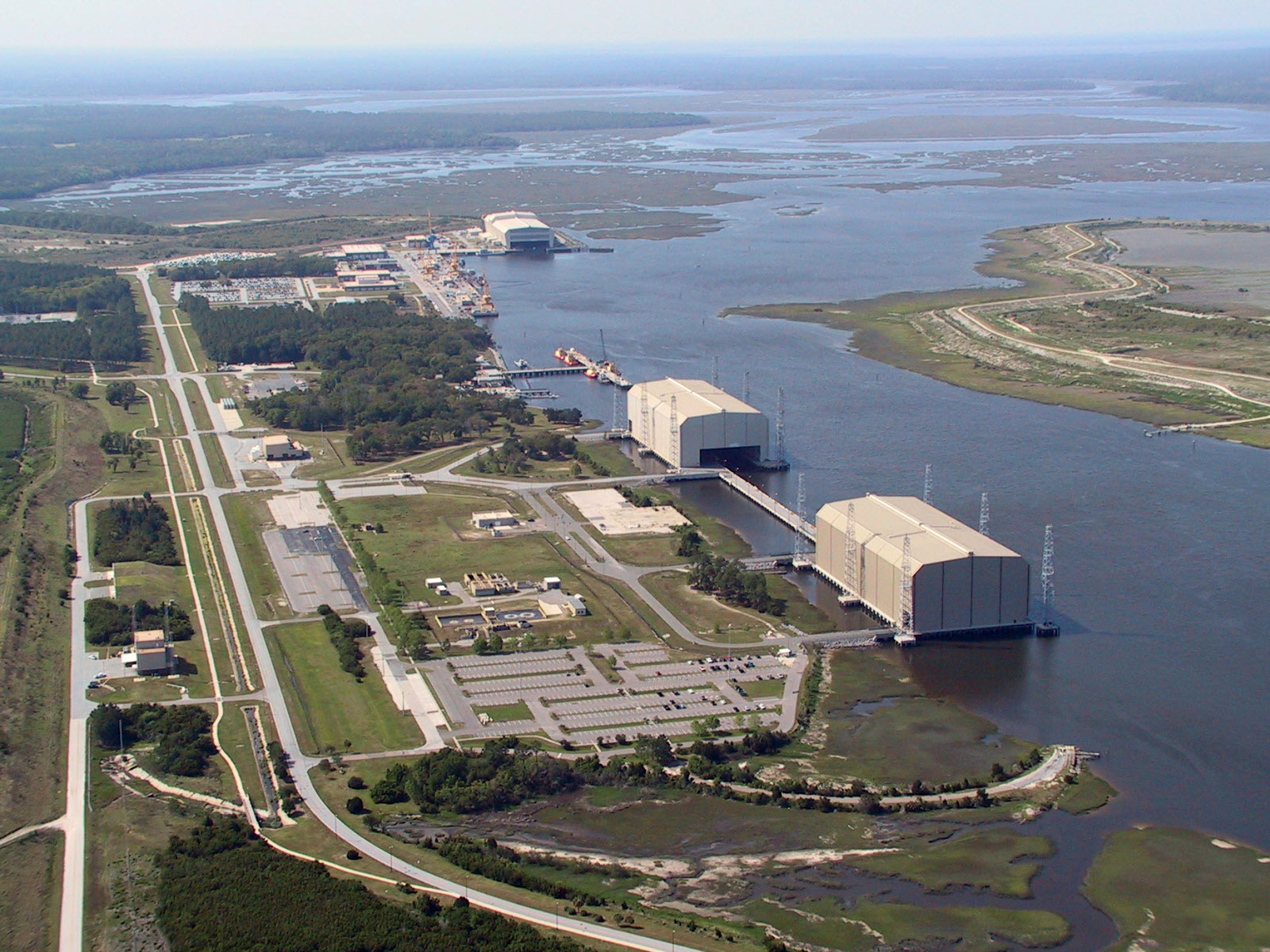
Аэрофотоснимок базы в 2001 году

Для нужд флота база начала активно реконструироваться в 1975 году. В это время было подписано соглашение между США и Испанией о выводе подводных лодок с ядерным оружием на борту из передовой базы Рота (Средиземное море). ВМС США должны были вывести свои ядерные силы из Роты до конца июля 1979 года. Штабу ВМС была поставлена задача подобрать новую базу для субмарин. Их выбор пал на базу Кингс-Бей. Активно передача имущества от Армии США в ВМС США пошла после избрания в 1976 президентом США сенатора от штата Джорджия Джимми Картера. 1 июля 1978 передача базы была закончена. Кроме территории армейской базы, база ВМС заняла ещё несколько сотен га побережья.
В мае 1979 года база Кингс-Бей была утверждена в качестве предпочтительного места для развертывания подводных лодок нового поколения типа «Огайо», вооружённых новейшими баллистическими ракетами «Трайдент-II». К этому времени на базе были построены: учебный центр для экипажей подводных лодок, база для хранения, обслуживания и погрузки баллистических ракет нового поколения, ремонтная база для обслуживания субмарин.
2 июля 1979 года к причалу пришвартовался первый корабль эскадры AS33 «Саймон Лейк» — плавбаза подводных лодок. С этого момента база Кингс-Бей считается действующей базой ВМС США.

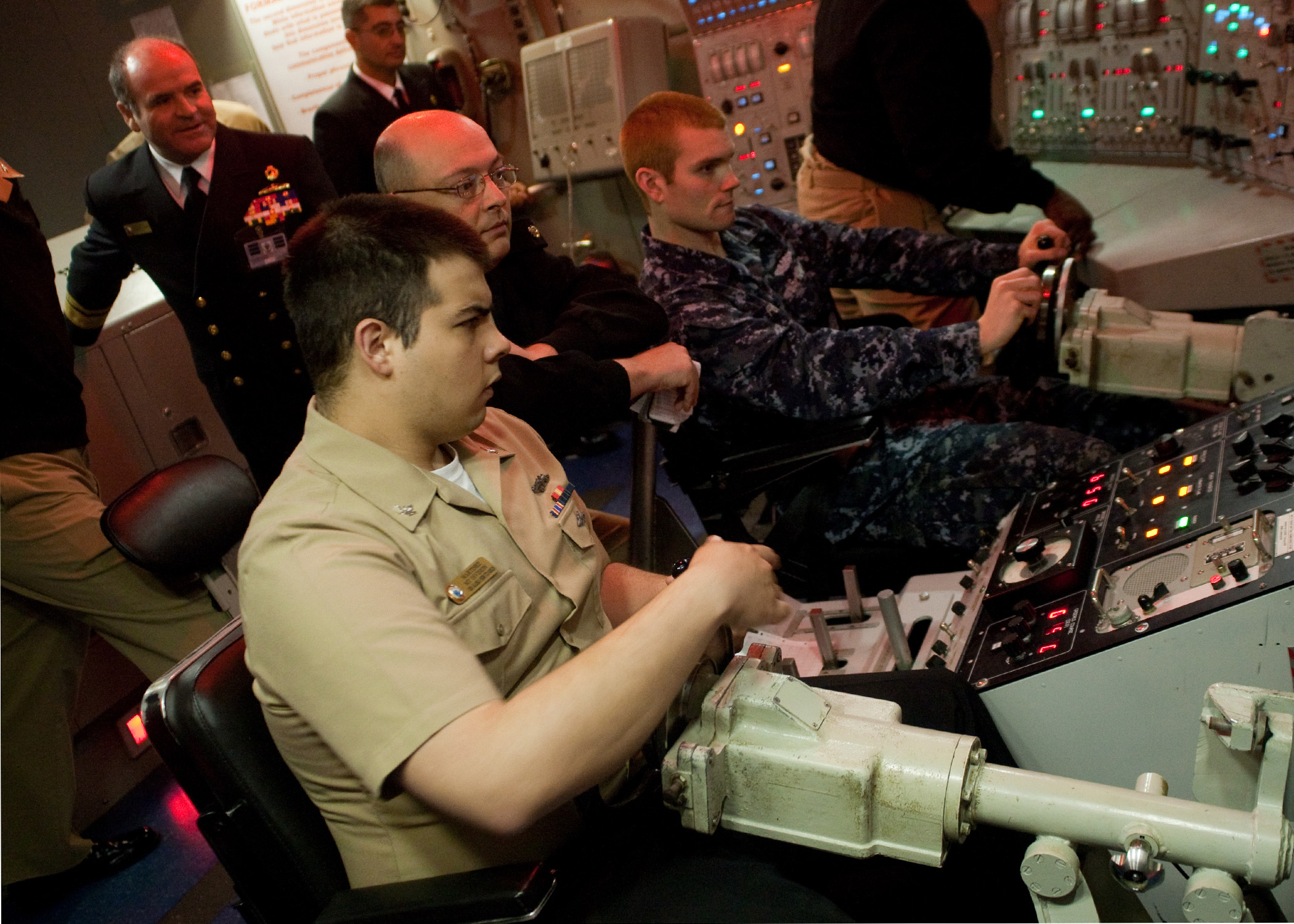
Обучение подводников на симуляторе

15 января 1989 года первая лодка «Трайдент-II», USS «Теннесси», прибыла в Кингс-Бей. За ней последовала USS «Пенсильвания» в том же году. Новая лодка USS «Вест Вирджиния» была введена в состав боевых кораблей в октябре 1990 года, за ней USS «Кентукки» в июле 1991 года; USS «Мэриленд» в июне 1992 года; USS «Небраска» в июле 1993 года; USS «Род-Айленд» в июле 1994 года; USS «Мэн» в августе 1995 года, и USS «Вайоминг» в июле 1996 года. Ввод в эксплуатацию USS «Луизиана» в сентябре 1997 года позволил сосредоточить на базе Кингз Бей 10 новейших ядерных ударных подводных лодок ВМС США.
Конец холодной войны, реорганизация военно-морских и военно-воздушных сил стратегической триады США в 1990-х оказали значительное влияние на базу подводных лодок в Кингс-Бей. Согласно договору ОСВ-2, ВМС США должны сокращали число своих баллистических ракет на подводных лодках с 18 до 14 ПЛАРБ к 2005 году.
В соответствии с договором ОСВ-2, командованием ВМС США было принято решение о перевооружении 4 старых ПЛАРБ типа «Огайо» на крылатые ракеты «Томагавк». Такая модернизированная подводная лодка может нести до 150 крылатых ракет «Томагавк». На борту субмарины имеются специальные помещения (десантный отсек), в которых, при необходимости, могут размещаться подразделения «морских котиков» или морских пехотинцев, шлюзовая камера для скрытной высадки десанта или боевых пловцов в подводном положении.
Для сбалансированного распределения баллистических ядерных ракет подводного базирования, 4 августа 2003 ПЛАРБ «Пенсильвания», а 24 августа того же года ПЛАРБ «Кентукки» были перебазированы на военно-морскую базу Бангор, штат Вашингтон. ПЛАРБ «Луизиана» и «Мэн» были переданы в подчинение Тихоокеанскому Флоту ВМС США. Подводные лодки «Флорида» и «Джорджия» были модернизированы под ракеты «Томагавк» и остались на военно-морской базе Кингс-Бей.

## Управление военно-морской базы Кингс-Бей
10-я Группа (Submarine Group 10)
Образована 1 января 1989 года, как основная командная единица базы Кингс-Бей. Непосредственно подчиняется командующему подводными силами Атлантического Флота ВМС США. Осуществляет координацию, непосредственное оперативное управление подводными лодками, находящимися на боевом дежурстве. 10-й группе оперативно подчиняются 16-я и 20-я эскадра подводных лодок. Кроме того, 10-е оперативное управление контролирует обучение экипажей подводных лодок, разрабатывает и корректирует учебные программы в соответствии с текущими задачами.
16-я эскадра подводных лодок (Submarine Squadron 16)
Обеспечивает оперативное управление подводными лодками типа «Огайо», переоборудованными в носители крылатых ракет на Восточном побережье США. Штаб-квартира находится на ВМБ Кингз Бей. Планирует и координирует несение боевых дежурств, организует материально-техническое обеспечение и плановый ремонт подводных лодок.
20-я эскадра подводных лодок 
Имеет те же функции, что и 16-я эскадра, но занимается обслуживанием ПЛАРБ типа «Огайо».
Учебный Центр 
Учебный центр ВМБ Кингс-Бей осуществляет подготовку и переподготовку экипажей подводных лодок типа «Огайо», занимается подбором и обучением кадров для подводных лодок. Выполняет рекрутинговые функции. Учебный центр работает не только для экипажей субмарин, базирующихся на Кингс-Бей. В нём проходят обучение подводники и из других военно-морских баз ВМС США.
Учебный центр занимает площадь более 48 000 м². Он располагает самыми современными тренажерами, имитирующим почти любые ситуации в морском бою. В учебных классах установлено оборудование, которое фактически используется на подводных лодках. Кроме того, в учебном центре имеются полигоны для отработки и закрепления навыков экипажей по борьбе за живучесть. Борьба с пожаром, борьба с поступлением воды, ремонтно-восстановительный полигон, центр легководолазной подготовки. Учебный Центр имеет основную и расширенную программу обучения. Кроме того, имеются специализированные программы для повышения, закрепления и поддержания конкретных специальных навыков членов экипажей. Учебный Центр ВМБ Кингз Бей хорошо известен и за пределами США. В нём систематически проходят переподготовку экипажи подводных лодок Королевского Флота Великобритании, ВМФ Колумбии и некоторых других стран.
Батальон охраны Корпуса морской пехоты ВМС США. 
27 июня 2008 года был реорганизован из роты охраны в батальон. Батальоном командует старший офицер. Он находится под оперативным управлением SWFLANT (Командование Стратегическими Силами Атлантики). Батальон выполняет задачи по обеспечению безопасности ВМБ согласно плану, утверждённому начальником военно-морских операций, охране территории базы, несению караульной и патрульной службы. Свои действия командование батальона координирует с комендатурой ВМБ и выполняет отдельные задачи по плану коменданта базы.
Береговая охрана (USCG) 
Одной из первых мер защиты ВМБ Кингс-Бей с моря было создание Группы Кораблей Береговой Охраны. В неё входило несколько лёгких кораблей и катеров береговой охраны. Впоследствии группа была преобразована в дивизион береговой охраны и спасения, куда кроме военных кораблей вошли два аварийно-спасательных судна и звено многоцелевых вертолётов типа HH-65 Dolphin.
Ремонтная База 
Занимает самую большую площадь на территории ВМБ Кингс-Бей. Ремонтная База функционирует с 1985 года и обеспечивает материально-техническую поддержку ПЛАРБ, базирующихся на ВМБ Кингс-Бей. Ремонтная база имеет самый большой крытый сухой док для подводных лодок. Его размеры Д 210 м х Ш 30 м х Г 20 м. Ремонтная база своими силами способна выполнять все виды ремонтных работ на промышленном уровне. Капитальный ремонт подводных лодок, средний и межпоходовый ремонт, модернизацию и перевооружение.
В состав Ремонтной Базы входит станция безобмоточного размагничивания (СБР), которая кроме размагничивания корпусов ПЛАРБ выполняет и научно-исследовательские функции по изучению различных полей Земли. Данные исследований используются в разработках перспективных систем обнаружения и слежения за подводными лодками вероятного противника. СБР работает как в пределах акватории военно-морской базы, так и за её пределами, в том числе в открытом море. Станция, по своему оснащению, является единственной в своем роде на восточном побережье США и используется не только кораблями ВМС США, но и кораблями Королевского Флота Великобритании.
Кроме того, в состав ремонтной базы организационно входит торпедно-техническая база, которая обеспечивает выгрузку, погрузку, профилактику торпедного боезапаса, который размещается на ПЛАРБ для самообороны.

### Субмарины, приписанные к базе Кингс-Бей

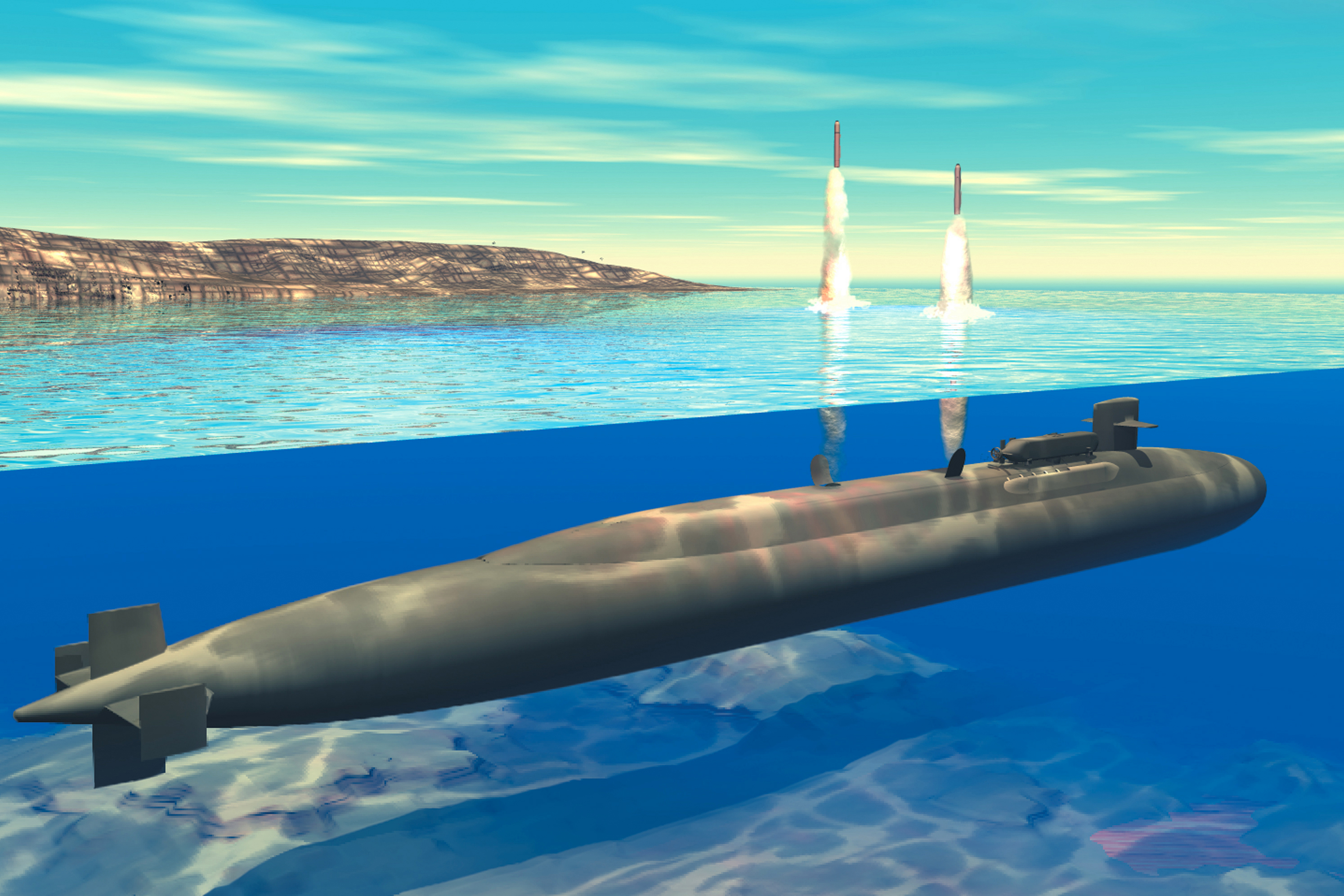
Художественное представление о пуске ракет «Томагавк» с переоборудованной в носитель крылатых ракет подводной лодки типа «Огайо»

Подводные лодки носители крылатых ракет (16-я эскадра подводных лодок)
- USS Florida (SSGN-728)
- USS Georgia (SSGN-729)

Подводные лодки носители баллистических ракет (20-я эскадра подводных лодок)
- USS Alaska (SSBN-732)
- USS Tennessee (SSBN-734)
- USS West Virginia (SSBN-736)
- USS Maryland (SSBN-738)
- USS Rhode Island (SSBN-740)
- USS Wyoming (SSBN-742)